# Steinkreuz Lindstedt
Das Steinkreuz Lindstedt ist ein denkmalgeschütztes Steinkreuz im Ortsteil Lindstedt der Stadt Gardelegen in Sachsen-Anhalt. Als „besonderer Stein“ ist es im Bodendenkmalverzeichnis von Sachsen-Anhalt unter der Erfassungsnummer 428310132 verzeichnet.

## Allgemeines und Beschreibung
Das aus Sandstein gefertigte Steinkreuz ist 73 cm hoch und 63 cm breit. Es handelt sich um ein lateinisches Kreuz mit parallelkantigen Armen. Der Kopf und der Schaft verbreitern sich tatzenförmig. Am östlichen Arm des Kreuzes sind Bearbeitungsspuren erkennbar und der eigentliche Fuß fehlt. Wahrscheinlich ist das Kreuz gegen Ende des 15. Jahrhunderts entstanden. Bis 1854 soll das Steinkreuz an einer Bestattungsstelle außerhalb des Friedhofs der Dorfkirche Lindstedt gestanden haben.
In dieser Bestattungsstelle wurden beim Aufgraben einer Kalkgrube zwei Schädel und andere menschliche Knochen gefunden, was die erhaltene Sage zum Teil stützt. In der Folge wurde es in der Nähe der Gruftkapelle der Familie von Lindstedt an der Nordseite der Kirche unter einer Ulme aufgestellt. Ulme und Gruftkapelle wurden 1912 beseitigt und das Steinkreuz in den Gutspark des Ritterguts Lindstedt gebracht, wo es bis in die 1930er Jahre in Vergessenheit geriet. Um 1930 wurde das Kreuz westlich des Rittergutes im Gutspark an einem Teich wiederentdeckt und nach 1940 in der Kirchhofsmauer nördlich der Kirche eingemauert. Nach anderen Angaben erfolgte die Einmauerung erst um das Jahr 1977.

## Sage
Eine örtliche Sage berichtet darüber, weshalb das Steinkreuz errichtet wurde.
Bei einem Kirchgang gerieten zwei Ritter aus dem Geschlecht von Lindstedt darüber in Streit, wer wohl den Vortritt habe. Es kam zu einem Kampf der beiden. Sie schlugen sich mit blanken Waffen und fielen beide tot nieder. Sie wurden außerhalb des Kirchfriedhofs in der Nähe der Friedhofsmauer beerdigt.